# 266 Aline
266 Aline är en asteroid i huvudbältet, som upptäcktes den 17 maj 1887 av den österrikiske astronomen Johann Palisa. Det förmodas att asteroiden fick sitt namn efter Linda von Schuster, dotter till professor Weiss, föreståndare vid Wien-observatoriet.